# Dominique Tron
Pour les articles homonymes, voir Tron (homonymie).
 (septembre 2016).
 (mars 2013).
Si vous disposez d'ouvrages ou d'articles de référence ou si vous connaissez des sites web de qualité traitant du thème abordé ici, merci de compléter l'article en donnant les références utiles à sa vérifiabilité et en les liant à la section « Notes et références ».
Dominique Tron est un écrivain, musicien, chorégraphe et peintre français né le 11 décembre 1950, à Bin el-Ouidane au Maroc.

## Biographie
Fils d'une mère professeure de piano et d'un père géomètre, Dominique Tron est né au Maroc en 1950 et y a vécu jusqu'en 1957. Poète, il est découvert à Marseille par André Remacle et publié chez Seghers dès la fin des années 1960. Elsa Triolet contribue à le faire connaître en le présentant dans des émissions de télévision et en rédigeant la préface de son premier recueil, Stéréophonies paru en 1965. Celui-ci est suivi par Kamikaze Galapagos (1967).
En 1966, il obtient le prix du Travailleur intellectuel de l'Association nationale pour la Création, présidée par Armand Lanoux, de l'Académie Goncourt. Il crée, à Marseille, la "troupe d'action et de rêves collectifs" [réf. nécessaire]qu'il anime alors avec Elisabeth Tramon qui sera son épouse de 1969 à 1977.
À Marseille, sa première œuvre théâtrale, Bouches de feu, est rendue publique par la compagnie des 4 Vents. Il révèle lui-même sa deuxième oeuvre, D'épuisement en épuisement jusqu'à l'aurore, Elisabeth, avec Elisabeth Tramon et Josiane Guèreneur[source insuffisante] dans une chorégraphie de Nicolas de Barry (en).  
En 1968, il publie "La Souffrance est inutile", aux éditions Seghers. Dans une préface à son Anthologie de la poésie française, Georges Pompidou écrit alors : "ce Dominique Tron, dont on n'a pas fini de parler, à mes yeux la poésie même, à la limite de ses risques : un feu dévastateur l'habite, qu'en fera -t-il ? Il n'a aujourd'hui que dix-sept ans."[réf. souhaitée]
Il se consacre à la danse et au théâtre à Paris, puis en Inde, à Bali et en Polynésie

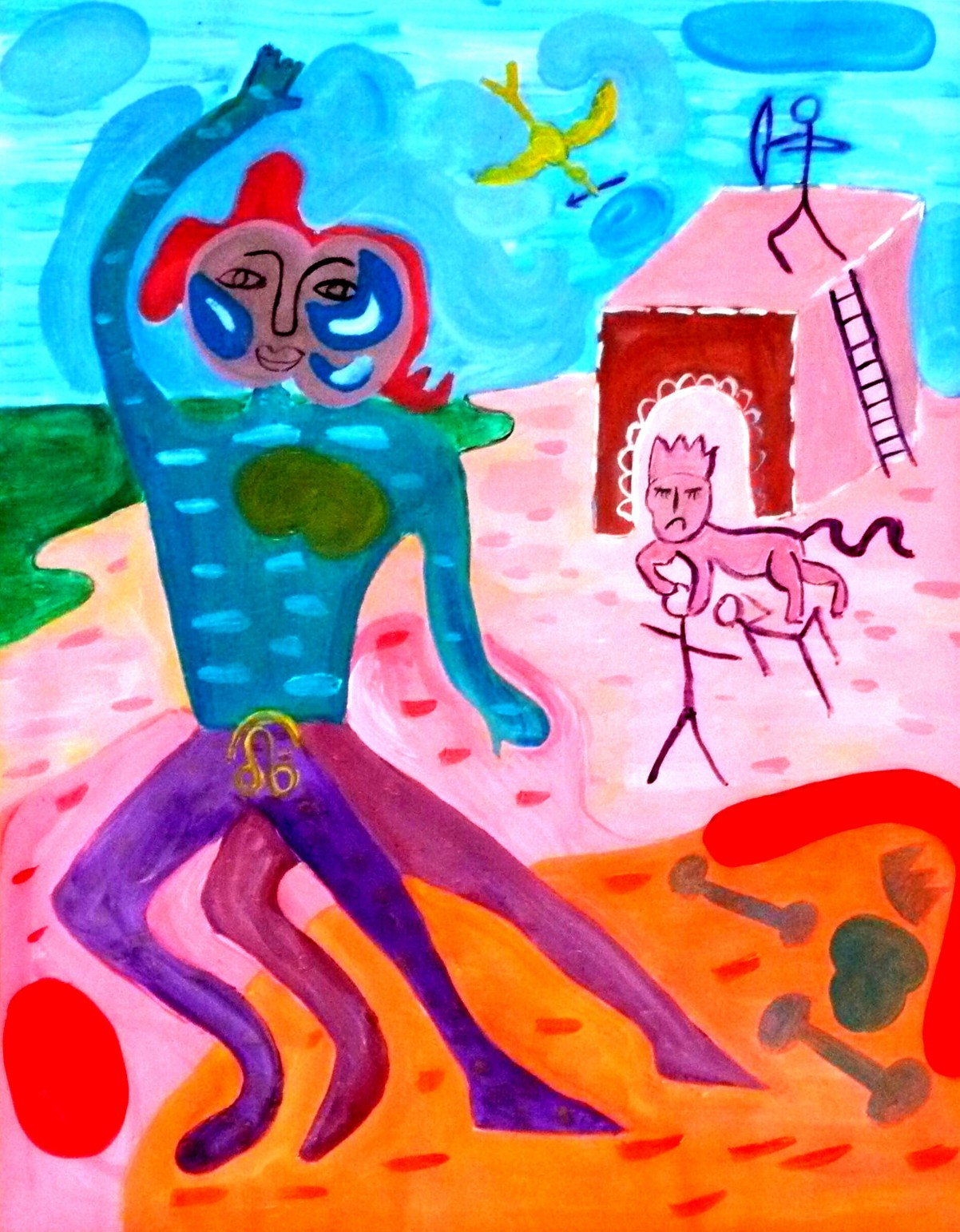
opus 108 : TE 'ORI O TE HŌ'ĒRA'A ce qui veut dire en tahitien : la danse de l'unité, par Dominique Oriata TRON

A Paris, il participe aux activités et aux manifestes de la « Horde Catalytique » , groupe réunissant musiciens et artistes plasticiens (Georges Alloro, François Bourlier, Richard Accard, Jacques Fassola, Gil Sterg, Alain Sabatier, Zia Mirabdolbaghi), et publie chez Éric Losfeld de La science-fiction c'est nous à l'interprétation des corps
[source insuffisante], livre inspiré par une  statuette zuñie avec qui il eut l'impression d'établir un contact psychanalitico-chamanique. En 1970 il commence à créer des "Pictographies", où le texte se combine au dessin sur un livre rouleau, et des "Gymnosophies ", danses chantées combinant des techniques d'Occident et d'Orient, et qui sont les premiers éléments de son Théâtre des Oiseaux de paradis.

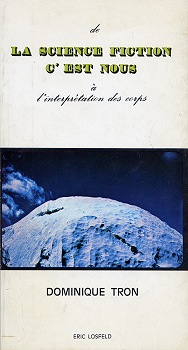
Couverture de La science-fiction c'est nous.

En mai 1972, il devient membre du jury de Poésie du festival international du Livre de Nice sur la demande de Pierre Emmanuel de l'Académie française, qui le présidait, et intervient à l'Université de Nice pour présenter sa conception de l'écriture et des arts[réf. souhaitée].

### La danse
À Paris, Dominique Tron étudie le ballet contemporain avec Roger Ribes, et parfois avec  le maître de celui-ci, Jérôme Andrews . À Bali ses maîtres principaux sont Nyoman Djayus en 1971, Ktut Raï Datah en 1974 et 1978, et, en 1981 et 1982, I Gédé Géruh et I Made Lemping qui le font danser dans plusieurs rôles du théâtre Gambuh et jouer dans l'orchestre [source insuffisante]. En Inde, en 1977, il fonde l'Eden Duo. En décembre de la même année Dominique Tron soutient à l'Université de Paris une thèse titrée Animations corporelles à support mythique, rythmique et rituel en Inde et en Indonésie, qui obtint la mention très bien. [réf. nécessaire]
Il publie en 1978 à Pondichéry Naître à la danse cosmique, des poèmes avec des photographies de sa danse. À Auroville, il anime régulièrement des cours de danse à Fraternity School, à la Last School et à Aurobeach, communauté où il vit, sur le site actuel de Quiet. La Sri Aurobindo Society lui confie la direction de l'école Serenity où il s'occupe de 1976 à 1981 de la gestion, de l'hygiène et des cours de danse. Il enseigne également la danse au Lycée français de Pondichéry.[réf. nécessaire]

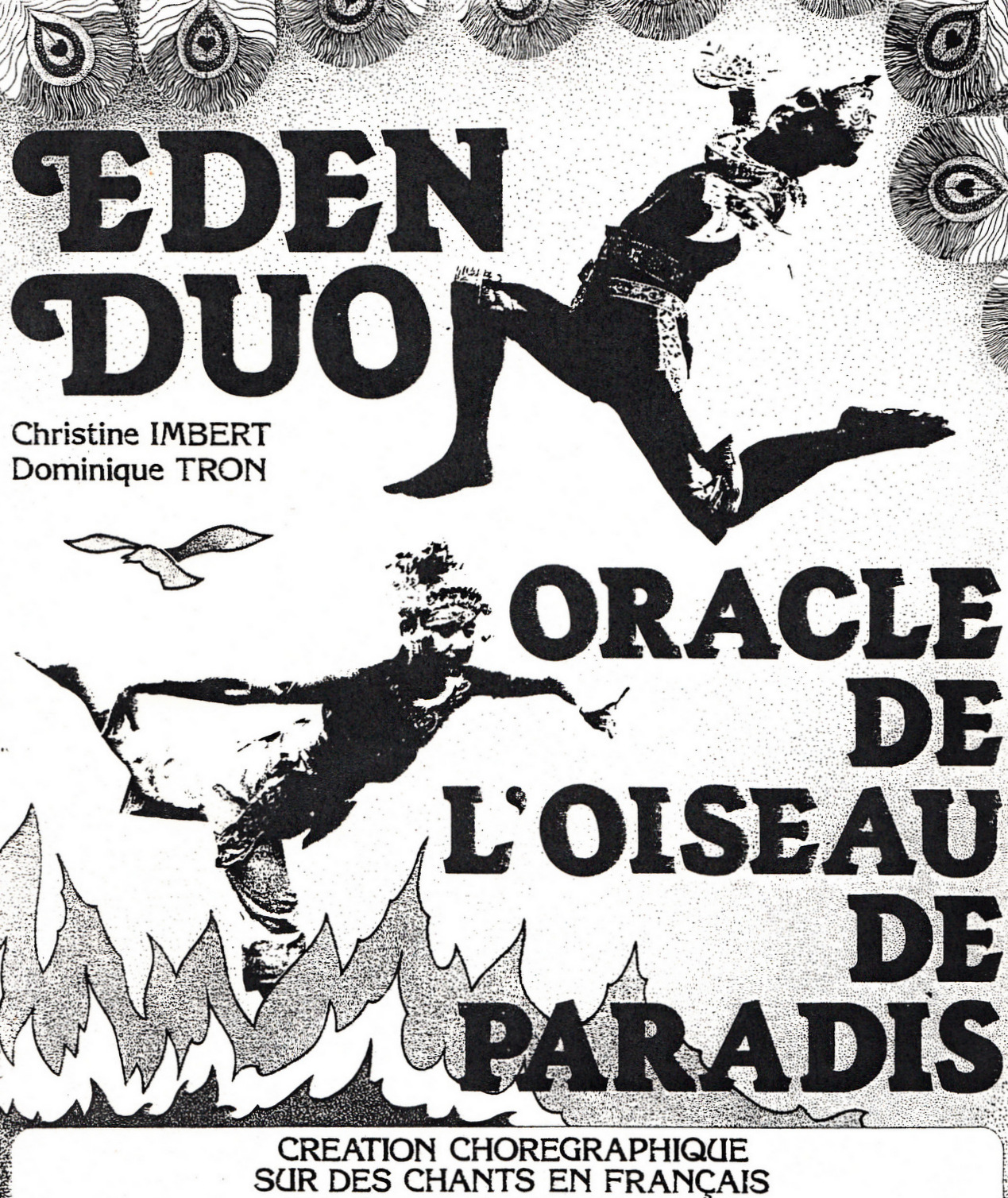
Affiche de l'Eden Duo vers 1982. Ce motif était repris sur les jaquettes des cassettes diffusées du poème chanté.

De fin 1982 à début 1984, l'Eden Duo présente en France, dans plusieurs dizaines de salles de spectacles, le Théâtre Catalytique des Oiseaux de Paradis, qui est une sorte de mythologie initiatique futuriste  sur plusieurs planètes, créée par Dominique Tron et enrichie tout au long de sa vie. À cette époque là il est également recruté pour improviser la musique du Théâtre Equestre de Jean Noêl François à Marseilleveyre et écrit le texte d'un spectacle mîmé par son frère : "Freddy voyage dans le temps". [réf. nécessaire]
Dominique Tron part  à  Tahiti en mai 1984 où il est recruté par le Lycée La Mennais, montant cette année là deux chorégraphies avec  des membres du "Mouvement eucharistique des jeunes"[réf. nécessaire]. Conformément à un ancien usage local, il adopte un  nouveau prénom pour sa nouvelle vie : « Oriata », qui veut dire en tahitien "danse des nuages" ou "vagabond des nuages". Il publie alors ses poèmes dans les quotidiens de Tahiti et dans le journal francophone de Pondichéry avec lequel il avait gardé contact. Il anime quelque temps la revue Eden du "Mouvement Pluriculturel mondial"  qu'il avait fondé pour y associer des artistes de plusieurs pays. Il en arrête les activités pour se limiter à celles de l'association et de la revue "Poètes en paréo" sous la direction du romancier Tutuuehitu, dans une dimension seulement polynésienne.
Apres la publication par l'association Ixia, créée à Grasse par Alain Sabatier, de son  "Jeu secret de l'arc en ciel", Dominique Tron publie en 1994  une anthologie de  "108 poèmes clefs", illustrée  de photographies, aux éditions de la Bartavelle. À cette époque il publie également des articles musicologiques dans la revue Flûtes du Monde dirigée par Charles Tripp.
Chargé des ateliers théâtre et de l'option théâtre au baccalauréat en Polynésie, qu'il avait fait créer, Dominique Tron met alors en scène les épisodes de son théâtre des oiseaux de paradis avec le groupe "3e millénaire"  ainsi que des pièces de Marivaux, Molière, Ionesco, Tardieu et Bisikisi. Il accompagne ses spectacles avec des flûtes de pan de sa fabrication, ainsi qu'avec  percussions, harpe et guitare, et se met alors à pratiquer de plus en plus la peinture, notamment pour les décors et les masques de son théâtre. Il donne aussi  des cours hors du Lycée La Mennais  au centre de danse Tschan, et étudie la danse polynésienne en participant aux entraînements de folklore maohi animés par Ioteve Tuhipua Puhetini à Tahiti puis Louison Mati à Moorea lors des préparations du Heiva . [réf. nécessaire]
À Formentera en Méditerranée, il écrit Traverser le mirage, ensemble de poèmes accompagnés de dessins réalisés pendant ses périples. Dominique Tron retourne en Polynésie en août 2000. En 2001 après avoir mis en scène Arlequin poli par l'amour à la maison de la Culture de Papeete, il se retire de l'enseignement et fait connaître davantage sa peinture, lors des festivals des peintres polynésiens et diverses expositions personnelles ou collectives. En août 2003 il part vivre sur l'île de Huahine jusqu'à 2008 où il retourne à Moorea  et crée le blog Art Catalytique [réf. souhaitée].
En 2009, il part vivre au Cameroun, et diffuse de là des DVD du duo de danse qu'il anime quelques années sous le nom de Kribi ballet. Aux  éditions "à l'Écoute", puis aux  Éditions Rotahi , il publie ses créations ainsi qu'une anthologie de poèmes du XXIe siècle . En  2013 il déménage sur l'île de Formentera, et sous forme d'un groupe Facebook il reconstitue la "Horde Catalytique pour la fin de l'anthropophagie''  où viennent s'exprimer plusieurs autres artistes et poètes, dont Bernard Gueit, Patrick Quillier, Thibaut Hingrai, Jay Cee, Sylvia Bagli, André Orphal , Claude Sterlin Rozema , Dominique Ottavi et Alexandre Gerbi, peintre et historien qui avait lui-même de son côté créé un mouvement fusionniste, proche de la dynamique culturelle de Dominique Tron. Il écrit des préfaces pour les recueils de trois poètes haïtiens : Raynaldo Pierre-Louis, Joubert Joseph et Blédens Dutreuil[réf. nécessaire]. En 2015, il retourne vivre sur l'île Moorea et participe à la musique d'assemblées de prière. Dominique Oriata Tron a publié  sur la chaîne You Tube portant son  nom de nombreuses vidéos où il chante sa poésie ou danse sur sa propre musique, ou associe à ses peintures des créations musicales où il joue sur des instruments acoustiques ( percussions, syrinx, harpes et cithares ) ou numériques,  seul ou avec des musiciens locaux et son fils Noa . Après une escale de deux mois à Taravao (Tahiti), il part vivre dès juillet 2022 à Mahu sur l'île de Tupua'i, dans l'archipel des Australes.

## Orientation artistique

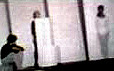
Théâtre Mazenod, 1966 : de g à droite Dominique Tron, Josiane, Elisabeth

Définition de l'art catalytique par Dominique Oriata Tron : "art qui produit une transformation dans le vécu ou sa compréhension " [réf. souhaitée]Exemple : "la danse catalytique a pour but premier de produire une évolution dans la conscience psycho-physique du danseur, voire de son spectateur ". Sa définition du fusionnisme :" construire, dans sa vie quotidienne et dans l'éducation, une civilisation accueillante aux connaissances, aux valeurs sociales et spirituelles de toutes les cultures, et refusant de perpétuer les héritages des mœurs obscurantistes de toutes les identités grégaires".[réf. souhaitée] Sa définition du pluriculturalisme : " Extension de la notion de pluralisme à la diversité des cultures individuelles et de groupe, dans le respect de la déclaration universelle des droits de l'homme" . Il s'agit de reconnaître le droit à chaque individu de vivre selon ses choix culturels personnels, non communautaristes car relevant de sa conscience"
L'œuvre de Dominique Tron, qu'il appelle le Théâtron, s'est construite sur plusieurs plans, celui de l'écriture poétique, du témoignage, de la peinture, de la musique, de la danse et du théâtre. Dans ce dernier domaine son activité ne s'est pas limitée à ses propres créations, et il a interprété, mis en scène et en musique des œuvres d'autres auteurs.
Sa poésie a connu plusieurs périodes. Dans son premier livre Stéréophonies ses poèmes combinent  lettrisme et alexandrins classiques, calligrammes et écriture stéréophonique sur plusieurs portées, vers libres et versifications complexes. Dans cet ouvrage, il s'applique à mettre en scène un monde imaginaire de fantaisie en compensation d'une vie adolescente qui ne le satisfait pas, en réaction contre un environnement familial  et social qui l'angoisse. Dans sa première pièce de théâtre ''Bouches de feu'', il imagine des marins débarquant aux îles Galapagos  en quête d'un paradis, mais leur caractère est  criminel, ce qui crée une ambiance infernale. Les ouvrages qui suivent continuent à exprimer son aspiration  à une utopie quotidienne vécue dans l'amour et la nature, mais exprimant surtout c'est une révolte contre l'environnement urbain et culturel où Dominique Tron doit continuer à vivre. Il ne sublime plus la modernité comme dans son premier livre, il la perçoit comme un monde de cyborgs qu'il tente d'exorciser en vers libres qui sont comme les extensions d'un cri ou des condensés de journal intime[réf. souhaitée].

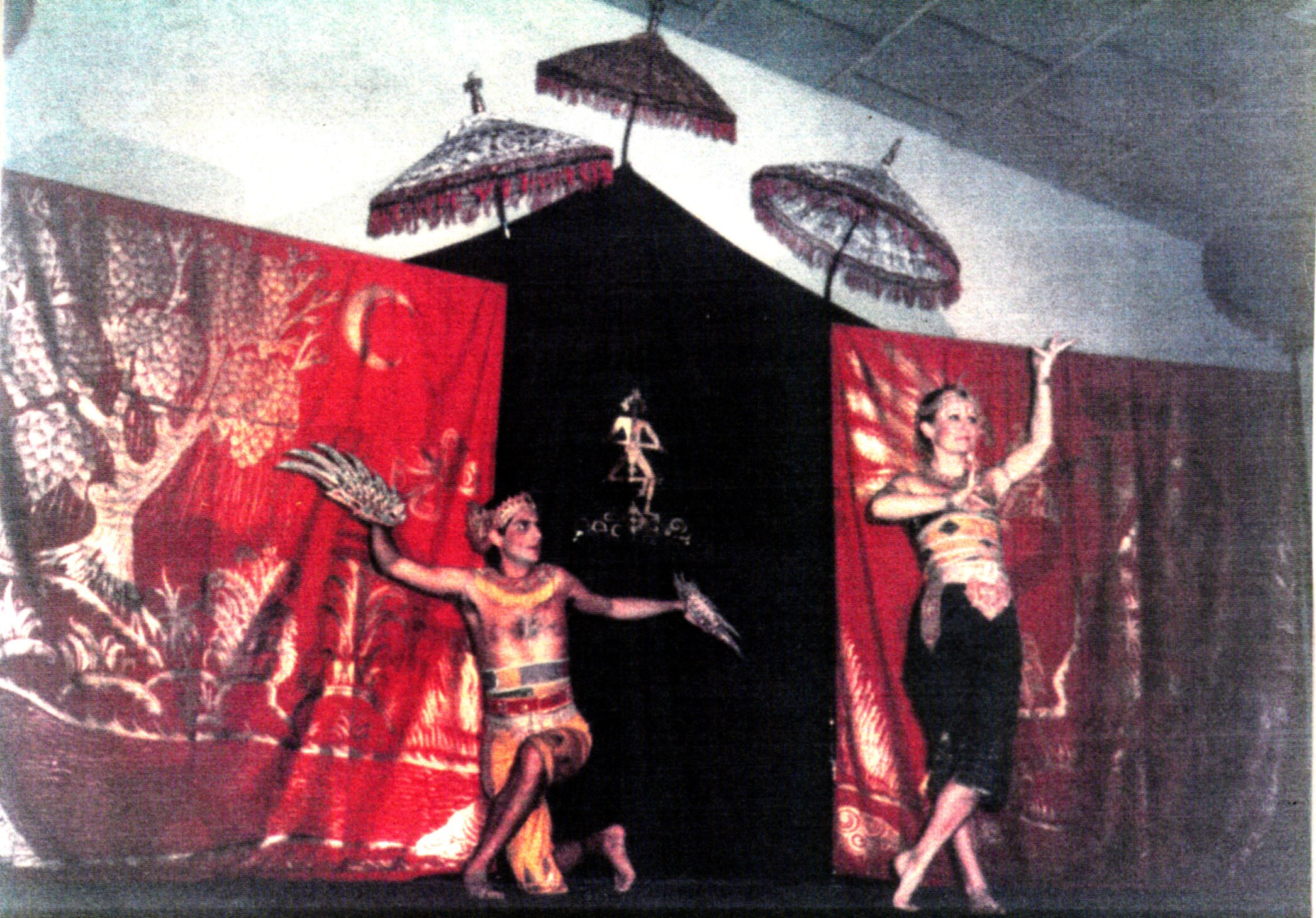
L'Eden Duo à Aureilles en France en 1983

La notoriété que lui ont valu ses premiers livres puis ses succès universitaires lui donnent ensuite les moyens d'échapper matériellement  à l'univers qu'il rejette, et dès l'âge de vingt ans, dans les poèmes dessinés de ses Pictographies, apparait l'image d'un oiseau qui va le guider hors de son identité personnelle et sociale ancienne. Sa contribution culturelle principale sera dès lors le théâtre catalytique des oiseaux de Paradis, dont il produira sans cesse de nouvelles ''clés''. Il s'agit d'un théâtre dansé, né de l'aspiration à un art total synchronisant les divers aspects de la perception, et par lequel il renoue avec la vocation pédagogique d'un folklore capable de créer des situations et une évolution psychologique des participants. Ce théâtre construit leur regard et leur identité autour d'un mythe mettant en scène plusieurs planètes.
La première de ces planètes est la planète Santoch, où le bonheur est possible si l'on se contente de l'harmonie, car la nature est encore protégée. Des animaux se transforment en humains à travers le feu allumé par un oiseau de Paradis. Un enfant devient un deuxième paradisier en brûlant dans le feu lancé sur lui par les chefs religieux et politiques et leurs fidèles pour détruire le premier Phénix. La seconde planète est la planète Avidya, où la convoitise et les hiérarchies totalitaires perpétuent une ambiance infernale qui transforme en cauchemar l'environnement intérieur et extérieur, ne laissant que l'évasion comme alternative. La troisième planète est la planète Rotahira'a, où par des poèmes dansés rituels, les protagonistes arrivent dans un ermitage à stabiliser leur synchronisation dans l'amour. La quatrième planète est la Terre, en état de guerre civile, avec les potentialités des trois autres planètes, et qui tente à s'unir autour des appels à l'unité humaine des oiseaux de paradis et de l'immortel Sobrial, nom attribué dans cette fable par Dominique Tron à son maître de yoga Sri Agastyar. Ensuite le Phénix surgit du Soleil  pour répandre sur la terre 27 couleurs à l'aide de chants qui constituent une méthode pratique de méditation praticable dans la vie quotidienne.

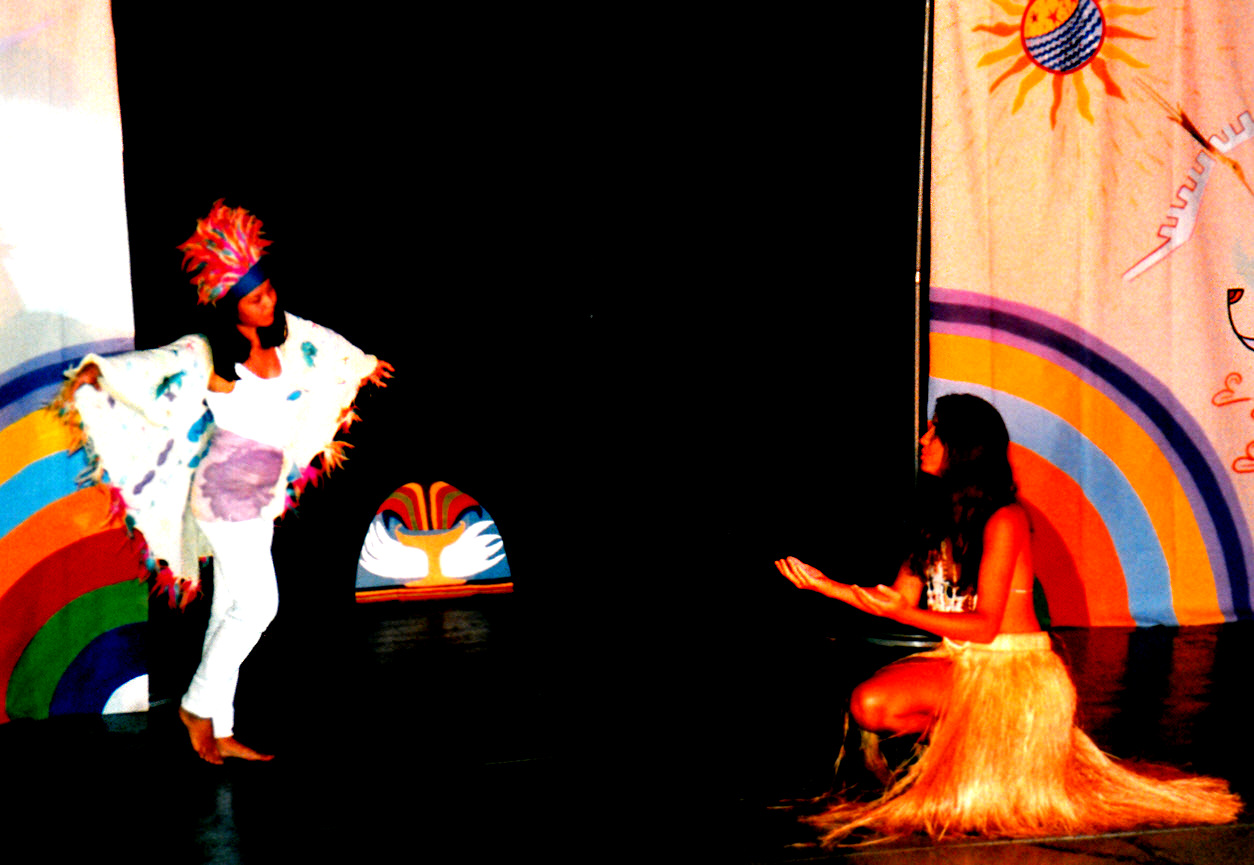
Scène du Théâtre des oiseaux de paradis par l'atelier "3e millénaire" à la maison de la Culture de Papeete en 1996.

Cette œuvre sera réécrite constamment en français, et repensée dans plusieurs langues, en espagnol, anglais, tamil, et tahitien. Dominique Tron, pendant les années où il la met en scène, continue à publier des recueils où il exprime  sérénité et plénitude intérieure. Sa critique des hiérarchies de l'espèce humaine de son époque s'exprime avec distanciation, sa poésie est devenue d'abord mystique, quoique sa perception du Divin ne s'exprime jamais à travers une religion. Il développe davantage une approche contemplative de l'existence où la peinture prend de plus en plus de place, tant par la confection de tableaux que de masques et de décors.
Tout au long de son existence, Dominique Tron n'a cessé de fournir de nouvelles versions de ses créations aussi bien littéraires que chorégraphiques, musicales et picturales. Ses publications de textes, d'images et de vidéos ont été diffusées sur plusieurs blogs d'internet, le plus souvent datées car il n'efface pas les anciennes versions de ses productions, ce qui permet de suivre l'évolution de sa conscience au fil de l'évolution de  sa conscience et des circonstances historiques diverses. Ses œuvres picturales, chorégraphiques, littéraires et musicales se présentent comme des expressions complémentaires au sein d'un art total, leurs transcriptions pouvant être considérées comme des partitions pédagogiques, des témoignages initiatiques ou des documents historiques, selon le type d'approche choisie par le lecteur.

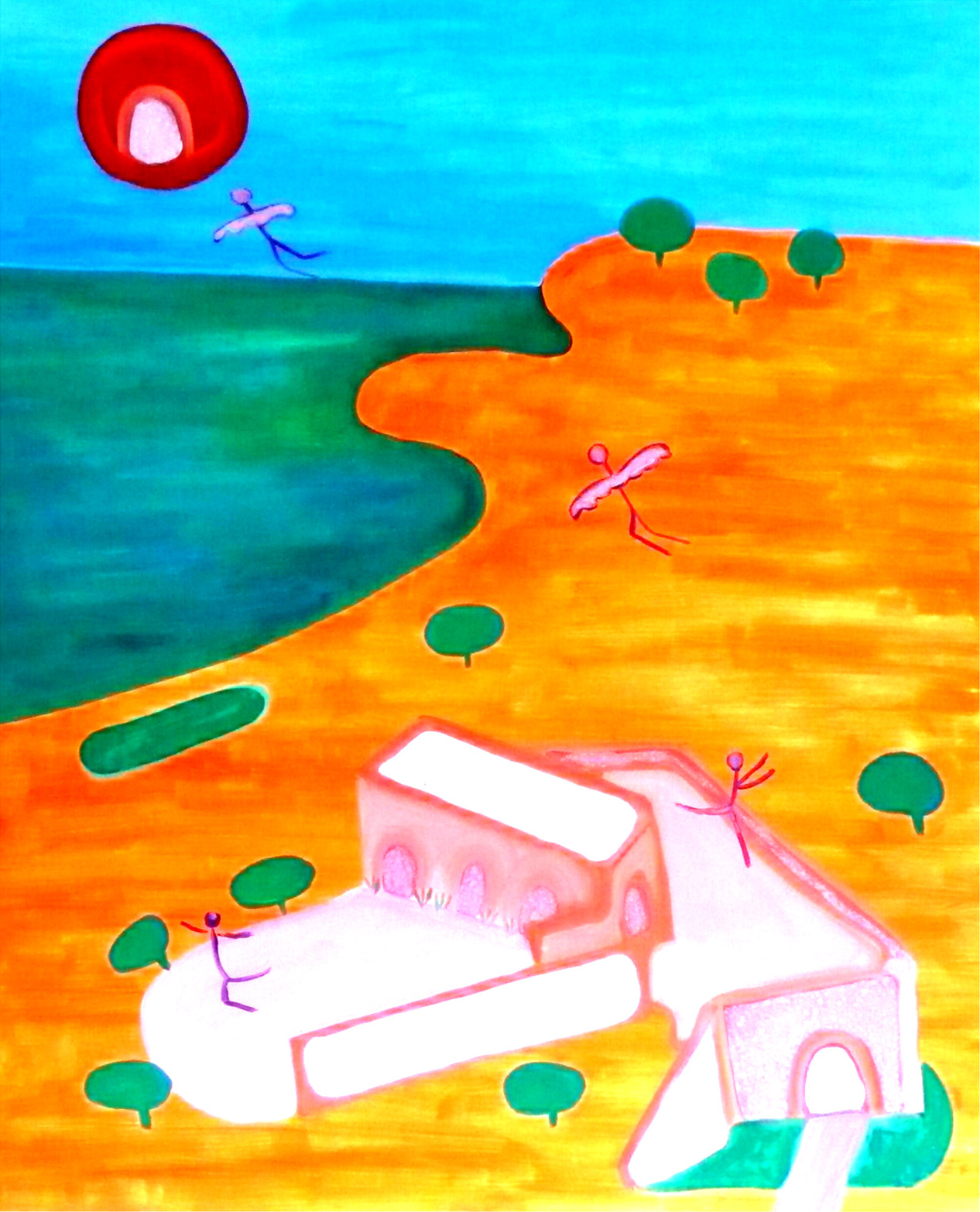
opus 105 : TE 'ŌPANI HOPE, ce qui veut dire en tahitien : la porte finale, huile sur toile, 100 x 70, par Dominique Oriata Tron

## Œuvres
- Quatre poèmes, Poésie 65  (Seghers, 1965) fascicule hors commerce diffusé à 8 000 exemplaires
- Stéréophonies (Seghers, 1965), avec une préface d'Elsa Triolet.
- D'épuisement en épuisement jusqu'à l'aurore, Elisabeth, avec un portrait de l'auteur par Elisabeth Tramon, tirage à deux cents exemplaires par Nicole Martin sur la ronéo du Mouvement des Femmes Françaises en 1966.
- Kamikaze Galapagos (Seghers, 1967).
- D'épuisement en épuisement jusqu'à l'aurore, Elisabeth  suivi de Bouches de Feu, livre avec des photos et un dessin d'Elisabeth Tramon (Seghers, 1968)
- La souffrance est inutile, livre avec une photographie d'Alain Sabatier (Seghers, 1968).
- de LA SCIENCE FICTION C'EST NOUS à l'interprétation des corps, (Eric Losfeld, 1972), avec des photos d'Alain Sabatier et un dessin de Zia Eddin Mohamed Sharok Mirabdolbaghi.
- Animations corporelles à supports mythiques, rythmiques et rituels en Inde et en Indonésie, thèse de Doctorat (Université Paris 8, 1977), tirage de 10 exemplaires avec reliure de cuir, dont l'un est à la Bibliothèque de l'arsenal que dirigeait André Veinstein, président du jury.
- Naître à la danse cosmique, recueil de poèmes avec des photographies de la danse de l'auteur (Waringin, Pondichery 1978)
- Eden Duo, brochure contenant le poème Paix et une description du répertoire de l'Eden Duo, avec plusieurs photographies (Ashram Press, Pondichéry 1980).
- Expédition aux enfers, cassette  diffusée à l'issue des spectacles portant ce titre, avec l'affiche en miniature comme jaquette. Catherine Basset avait enregistré la voix de Dominique Tron en même temps que les maîtres de Gambuh Pak Lemping et Pak Mertu jouant de la suling et du kendang. (Ixia, 1982)
- Oracle de l'Oiseau de Paradis, cassette diffusée à l'issue des spectacles portant ce titre, avec l'affiche en miniature comme jaquette (Ixia, 1983).
- Soleil (cassette audio, Ateliers sans frontières, 1985), poèmes dits sur une musique de l'auteur
- Manifeste du Pluriculturalisme cassette audio (Ateliers sans frontières, 1986). Un de ces Manifestes "La danse sacrée de l'Union Mondiale" est imprimé dans la Revue Podio numéro 5, 1986[15].
- Poèmes pour une démocratie planétaire (cassette audio, Ateliers sans frontières, 1987), poèmes dits sur une musique de l'auteur
- L'Oiseau du paradis terrestre, livre publié avec des photos de dessins d'élèves de La Mennais à l'occasion d'une exposition (CLM, Papeete 1988), et qui fut disponible au CDI pour être étudié en classe de français, puis pour préparer un diaporama, avec Sylviane Racine, et en théâtre.
- J'ai vu ! poèmes dits sur une musique de l'auteur (cassette audio, Ateliers sans frontières, 1988).
- Aimant poèmes dits sur une musique de l'auteur (cassette audio, Ateliers sans frontières, 1989).
- L'Ami nouveau (cassette audio, Ateliers sans frontières, 1990), poèmes dits sur une musique de l'auteur.
- Naître à la danse cosmique, deuxième version (cassette audio, Ateliers sans frontières, 1991), poèmes dits sur une musique de l'auteur.
- Dans l'œil du Cyclone (cassette audio, Ateliers sans frontières, 1991), poèmes dits sur une musique de l'auteur.
- Les fleurs du Bien (cassette audio, Ateliers sans frontières, 1992), poèmes dits sur une musique de l'auteur.
- Le jeu secret de l'Arc en Ciel, livre (Ixia, 1993).
- 108 poèmes clefs de Dominique Tron, anthologie réalisée par Alain Sabatier avec des photographies (La Bartavelle éditeur, 1994).
- Le paradis, tout de suite ! (montage réalisé sur cassette vidéo et diffusé par Serge Leroy à partir des spectacles du groupe "3e millénaire" jouant des épisodes du Théâtre des Oiseaux de paradis accompagné musicalement par Oriata à la maison de la culture de Papeete en 1996).
- Traverser le Mirage, poèmes illustrés de dessins et accompagné de notes très développées (Art Catalytique, 2008)
- Mémoires d'un citoyen du monde, avec des  notes très développées (Art Catalytique, 2008)
- Poème pour la danse sacrée de l'Union Mondiale (Art Catalytique, 2008)
- Otages de l'Apartheid planétaire, entretiens avec Jean Jacques Mu (Éditions à l'Écoute, 2012)
- 82 clés du Théâtre des oiseaux de Paradis, comprenant une bande dessinée, une conduite de scène, des versions courtes et longues de ce Théâtre en français, anglais, espagnol, tahitien et tamoul (Art Catalytique, 2012).
- Grioteries du rameur sur l'Océan planétaire, et sur mon temps au Maroc, en France, en Asie, en Polynésie, en Amérique, aux Baléares, et en Afrique equatoriale (Éditions du Griot, 2013).
- Chants et notations musicales et théâtrales (Éditions Arevareva, 2013).

## Anthologies avec des poèmes de Dominique Oriata Tron
- Dictionnaire de la Poésie Française de Jacques Charpentreau  (Gallimard, 1983)
- La nouvelle Poésie Française, anthologie de Bernard Delvaille  (Seghers, 1977)
- Poèmes à dire, anthologie par Daniel Gélin (Seghers, 1974)
- Les poèmes de l'année 1966, anthologie par Alain Bosquet et Pierre Seghers (Seghers, 1966)
- Poèmes dans des journaux de France, d'Inde et de Polynésie, dans des revues (Thalassa, Quaternaire, la Source Poétique, Friches) et au fil de commentaires de journalistes ou d'ouvrages historiques, comme La poésie du XXe siècle, tome 3 de Robert Sabatier (Albin-Michel, 1988).
- Poèmes chantés par Maurice Gauthier  ou enregistrés sur disque 33 tours par Vicky messica et les Poémiens (Jean Signé, Jean Bani, Georges Werler)